# Rezerwaty przyrody w województwie wielkopolskim
Według rejestru wojewody wielkopolskiego  na terenie województwa wielkopolskiego znajduje się 98 rezerwatów przyrody o łącznej powierzchni 4112 ha:
- rezerwat przyrody Bagno Chlebowo
- rezerwat przyrody Bagno Chorzemińskie
- rezerwat przyrody Baszków
- rezerwat przyrody Bielawy
- rezerwat przyrody Bieniszew
- rezerwat przyrody Bodzewko
- rezerwat przyrody Brzeziny
- rezerwat przyrody Brzęki przy Starej Gajówce
- rezerwat przyrody Buczyna
- rezerwat przyrody Buczyna Helenopol
- rezerwat przyrody Buki nad Jeziorem Lutomskim
- rezerwat przyrody Bukowy Ostrów
- rezerwat przyrody Bytyńskie Brzęki
- rezerwat przyrody Cegliniec
- rezerwat przyrody Czaple Wyspy
- rezerwat przyrody Czarci Staw
- rezerwat przyrody Czerwona Róża
- rezerwat przyrody Czerwona Wieś
- rezerwat przyrody Czeszewski Las
- rezerwat przyrody Czmoń
- rezerwat przyrody Dąbrowa koło Biadek Krotoszyńskich
- rezerwat przyrody Dąbrowa Smoszew
- rezerwat przyrody Dębina
- rezerwat przyrody Dębno
- rezerwat przyrody Dębno nad Wartą
- rezerwat przyrody Diabli Skok
- rezerwat przyrody Dolina Kamionki
- rezerwat przyrody Dolinka
- rezerwat przyrody Dołęga
- rezerwat przyrody Duszniczki
- rezerwat przyrody Dwunastak
- rezerwat przyrody Gogulec
- rezerwat przyrody Goździk Siny w Grzybnie
- rezerwat przyrody Huby Grzebieniskie
- rezerwat przyrody Jakubowo
- rezerwat przyrody Jezioro Czarne
- rezerwat przyrody Jezioro Dębiniec
- rezerwat przyrody Jezioro Drążynek
- rezerwat przyrody Jezioro Pławno
- rezerwat przyrody Jezioro Trzebidzkie
- rezerwat przyrody Jodły Ostrzeszowskie
- rezerwat przyrody Kawęczyńskie Brzęki
- rezerwat przyrody Klasztorne Modrzewie koło Dąbrówki Kościelnej
- rezerwat przyrody Kolno Międzychodzkie
- rezerwat przyrody Kozie Brody
- rezerwat przyrody Krajkowo
- rezerwat przyrody Kuźnik
- rezerwat przyrody Las Grądowy nad Mogilnicą
- rezerwat przyrody Las Liściasty w Promnie
- rezerwat przyrody Las Łęgowy w Dolinie Pomianki
- rezerwat przyrody Las Mieszany w Nadleśnictwie Łopuchówko
- rezerwat przyrody Majówka
- rezerwat przyrody Meteoryt Morasko (Poznań)
- rezerwat przyrody Miejski Bór
- rezerwat przyrody Mielno
- rezerwat przyrody Miranowo
- rezerwat przyrody Modrzew Polski w Noskowie
- rezerwat przyrody Mszar Bogdaniec
- rezerwat przyrody Mszar nad jeziorem Mnich
- rezerwat przyrody Nietoperze w Starym Browarze
- rezerwat przyrody Niwa
- rezerwat przyrody Okrąglak
- rezerwat przyrody Olbina
- rezerwat przyrody Oles w Dolinie Pomianki
- rezerwat przyrody Ostoja żółwia błotnego
- rezerwat przyrody Pępowo
- rezerwat przyrody Pieczyska
- rezerwat przyrody Promenada
- rezerwat przyrody Pustelnik
- rezerwat przyrody im. Bolesława Papi na Jeziorze Zgierzynieckim
- rezerwat przyrody Rogóźno
- rezerwat przyrody Słonawy
- rezerwat przyrody Smolary
- rezerwat przyrody Sokółki
- rezerwat przyrody Stara Buczyna w Rakowie
- rezerwat przyrody Studnica
- rezerwat przyrody Śnieżycowy Jar
- rezerwat przyrody Świetlista Dąbrowa
- rezerwat przyrody Torfowisko Kaczory
- rezerwat przyrody Torfowisko Lis
- rezerwat przyrody Torfowisko nad Jeziorem Świętym
- rezerwat przyrody Torfowisko Źródliskowe w Gostyniu Starym
- rezerwat przyrody Urbanowo
- rezerwat przyrody Uroczysko Jary
- rezerwat przyrody Wełna
- rezerwat przyrody Wiązy w Nowym Lesie
- rezerwat przyrody Wielki Las
- rezerwat przyrody Wielkopolska Dolina Rurzycy
- rezerwat przyrody Wilcze Błoto
- rezerwat przyrody Wrzosowiska w Okonku
- rezerwat przyrody Wydymacz
- rezerwat przyrody Wyspa Konwaliowa
- rezerwat przyrody Wyspa na Jeziorze Chobienickim
- rezerwat przyrody Zielona Góra
- rezerwat przyrody Złota Góra
- rezerwat przyrody Źródliska Flinty
- rezerwat przyrody Żurawiniec (Poznań)
- rezerwat przyrody Żywiec Dziewięciolistny